# Nurbachyt Tenizbaev
Nurbachyt Moldachmetovič Tenizbaev (in russo Нурбахыт Молдахметович Тенизбаев?, tr. en.: Nurbakhyt Moldakhmetovich Tengizbayev; Ušaral, 10 aprile 1983) è un lottatore kazako di lotta greco-romana, nella categoria 60 kg, vincitore di una medaglia d'argento ai Giochi olimpici di Pechino 2008.

## Biografia
Nato in una famiglia numerosa di 11 figli, Tenizbaev ha iniziato la sua carriera nel club Daulet di Žarkent, allenato da Turganbek Žumakan. Nel 2001 arriva il primo successo internazionale ai Campionati mondiali juniores, tenutisi in Turchia, ove conquistò la medaglia d'oro di categoria. Vinse una serie di campionati asiatici di categoria che lo porteranno alle Olimpiadi cinesi del 2008 dove conquistò la medaglia di bronzo, titolo per il quale ricevette l'Ordine d'onore. Dal 2001 al 2013 è stato capitano della squadra di lotta greco-romana kazaka. Dal 2014 è direttore della Scuola sportiva della regione di Almaty.
Nel 2016 il lottatore azero Vitali Rəhimov che lo aveva preceduto sul podio ai Giochi olimpici estivi di Pechino 2008, è stato squalificato per doping con revoca dei titoli, conseguentemente ha ricevuto la medaglia d'argento olimpica.

## Palmarès
| Anno | Manifestazione       | Sede     | Evento | Risultato | Note  |
| ---- | -------------------- | -------- | ------ | --------- | ----- |
| 2003 | Mondiali junior      | Istanbul | 60 kg  | Oro       |       |
| 2003 | Giochi Asia centrale | Dušanbe  | 60 kg  | Argento   |       |
| 2004 | Asiatici             | Almaty   | 60 kg  | Argento   |       |
| 2005 | Asiatici             | Wuhan    | 60 kg  | Bronzo    |       |
| 2006 | Asiatici             | Almaty   | 60 kg  | Oro       |       |
| 2008 | Giochi olimpici      | Pechino  | 60 kg  | Argento   | [ 1 ] |
| 2009 | Mondiali             | Herning  | 60 kg  | Bronzo    |       |

## Coppe e meeting internazionali
2003
- Argento in Coppa del Mondo ( Almaty), lotta greco-romana, 60kg.

2005
- Argento in Coppa del Mondo ( Teheran), lotta greco-romana, 60kg.